# Sven Lundgren (atlet og landstræner)
 Der er flere personer med dette navn, se Sven Lundgren.
Sven Erik Gunnar Lundgren (17. juli 1901 i Gävle – 30. oktober 1982 i Täby) var en svensk atlet og dansk landstræner.
Sven Lundgren deltog ved De Olympiske Lege i 1928, hvor blev han nummer 14 i tikamp. Han vandt som medlem af Gävle IF tre svenske mesterskaber: tikamp 1925, femkamp 1928 og 110 meter hæk 1932. Hans bedste resulet i tikamp var 6202 point (1928).
Sven Lundgren tog efter den aktive karriere en idrætslærereksamen fra Gymnastik- och idrottshögskolan i Stockholm 1936. Han blev 1938 ansat som træner i Sønderjylland og blev samme år Dansk Atletik Forbunds landstræner.